# 下飯田站
下飯田站（日语：／ Shimo-iida eki */?）是一個位於神奈川縣橫濱市泉區下飯田町，屬於橫濱市營地下鐵藍線（1號線）的鐵路車站。車站編號是B02。

## 車站構造
島式月台1面2線地下車站。車站已於2007年9月15日開始使用月台閘門。
| 月台 | 路線          | 目的地         |
| ---- | ------------- | -------------- |
| 1    | 藍線（1號線） | 湘南台方向     |
| 2    | 藍線（1號線） | 橫濱、薊野方向 |

## 利用狀況
2016年度的1日平均上下車人次為6,417人。
開業以來的1日平均上下、上車人次推移如下表。
| 年度               | 1日平均 上下車人次 | 1日平均 上車人次 | 來源     |
| ------------------ | ------------------ | ---------------- | -------- |
| 1999年（平成11年） | 1,456              | 757              | [ * 1 ]  |
| 2000年（平成12年） | 2,888              | 1,458            | [ * 1 ]  |
| 2001年（平成13年） | 3,151              | 1,605            | [ * 2 ]  |
| 2002年（平成14年） | 3,438              | 1,762            | [ * 3 ]  |
| 2003年（平成15年） | 3,704              | 1,878            | [ * 4 ]  |
| 2004年（平成16年） | 3,935              | 1,965            | [ * 5 ]  |
| 2005年（平成17年） | 4,076              | 2,073            | [ * 6 ]  |
| 2006年（平成18年） | 4,683              | 2,406            | [ * 7 ]  |
| 2007年（平成19年） | 4,927              | 2,509            | [ * 8 ]  |
| 2008年（平成20年） | 5,097              | 2,583            | [ * 9 ]  |
| 2009年（平成21年） | 5,321              | 2,697            | [ * 10 ] |
| 2010年（平成22年） | 5,591              | 2,833            | [ * 11 ] |
| 2011年（平成23年） | 5,508              | 2,789            | [ * 12 ] |
| 2012年（平成24年） | 5,540              | 2,805            | [ * 13 ] |
| 2013年（平成25年） | 5,958              | 3,018            | [ * 14 ] |
| 2014年（平成26年） | 6,020              | 3,043            | [ * 15 ] |
| 2015年（平成27年） | 6,222              | 3,145            | [ * 16 ] |
| 2016年（平成28年） | 6,417              | 3,240            |          |

備考
1. ↑  1999年8月29日開業。

## 歷史
- 1999年8月29日：隨橫濱市營地下鐵由戶塚站伸延到湘南台站，本站開業。
- 2007年9月15日：車站開始使用月台閘門。
- 2019年6月6日：清晨自湘南台車站開往薊野車站的首班列車從本站開車後約100公尺處發生出軌事故，無人傷亡。事故原因是路線養護器材遺留在軌道上[2]。

## 相鄰車站
橫濱市營地下鐵
 藍線（1號線）
■快速、■普通
湘南台（B01）－下飯田（B02）－立場（B03）

## 關連條目
- 日本鐵路車站列表

## 外部連結
- 下飯田站（页面存档备份，存于） - 橫濱市交通局